# Підводні човни типу «Плунжер»
| Підводні човни типу «Плунжер» | Підводні човни типу «Плунжер»                    | Підводні човни типу «Плунжер»                    |
| ----------------------------- | ------------------------------------------------ | ------------------------------------------------ |
| Plunger-class submarine       |                                                  |                                                  |
|                               |                                                  |                                                  |
|                               |                                                  |                                                  |
| Під прапором                  | США                                              | США                                              |
| Спуск на воду                 | 1901—1903 рр (7 човнів)                          | 1901—1903 рр (7 човнів)                          |
| Виведений зі складу флоту     | 1904—1921                                        | 1904—1921                                        |
| Сучасний статус               | утилізовані                                      | утилізовані                                      |
| Проєкт                        |                                                  |                                                  |
| Основні характеристики        |                                                  |                                                  |
| Швидкість (надводна)          | 8 вузлів (15 км/год)                             | 8 вузлів (15 км/год)                             |
| Швидкість (підводна)          | 5 вузлів (10 км/год)                             | 5 вузлів (10 км/год)                             |
| Гранична глибина занурення    | 150 м                                            | 150 м                                            |
| Екіпаж                        | 7 осіб                                           | 7 осіб                                           |
| Розміри                       |                                                  |                                                  |
| Довжина найбільша (по КВЛ)    | 19, 45 м                                         | 19, 45 м                                         |
| Ширина корпусу найб.          | 3,62 м                                           | 3,62 м                                           |
| Середня осадка (по КВЛ)       | 3,22 м                                           | 3,22 м                                           |
| Озброєння                     |                                                  |                                                  |
| Торпедно- мінне озброєння     | 1 носовий ТА калібру 18 дюймів- 467 мм, 5 торпед | 1 носовий ТА калібру 18 дюймів- 467 мм, 5 торпед |
| Зображення на Вікісховищі     |                                                  |                                                  |

Підводні човни типу «Плунжер» — перший серійний тип підводних човнів ВМС США. Було побудовано 7 човнів за тим проєктом. Човни використовуються в основному як навчальні судна. Вони були відомі як «А-клас», потім, 17 листопада 1911 року, були перейменовані в позначення від А-1 до А-7 . Човни цього класу несли службу у Філіппінах, нових завойованих американських володіння, до початку Першої світової війни. Вони були відправлені туди на суховантажному судні Colliers. У деяких випадках, цей тип підводних човнів називають « Adder-клас» підводних човнів.

## Історія
Тип підводних човнів «Плунжер» були побудовані на початку ХХ століття в основному як експериментальні. Цей тип підводних човнів був побудований в двох різних місцях Сполучених Штатів. П'ять на верфі East Coast в Нью-Джерсі, Нью-Йорк разом з Голанд до 1905 року, що дозволило Нью-Джерсі заявити про себе як першу базу підводних човнів у США. І два човни були побудовані на верфі Union Iron Works в Сан-Франциско, Каліфорнія
Їм дали буквено-цифровий класифікаційний символ (SS-2, SS-3 і т. д.) 17 липня 1920. Човни були виведені з експлуатації до 1921 і потім використовувалися як мішені.

## Представники

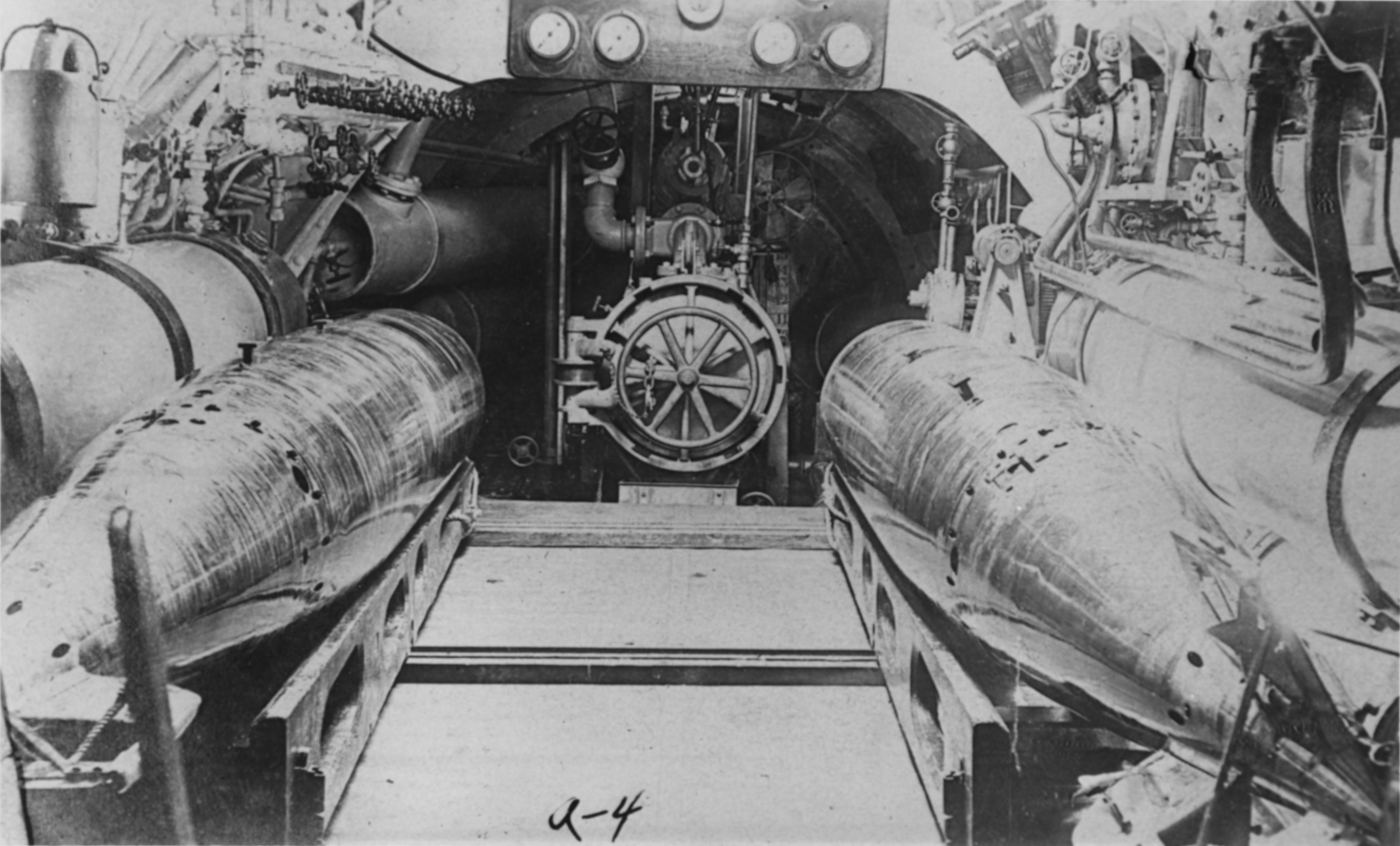
Торпедний відсік човна Moccasin

| Назва                    | зображення | Завод. №                                      | Закладний  | Спущений на воду | Переданий флоту | Виведений з флоту | Сучасний стан                     |
| ------------------------ | ---------- | --------------------------------------------- | ---------- | ---------------- | --------------- | ----------------- | --------------------------------- |
| USS Plunger (SS-2) / A-1 |            | Crescent Shipyard в Elizabethport, Нью-Джерсі | 21.05.1901 | 1.02.1902        | 19.09.1903      | 24.02.1912        | використаний як мішень 24.01.1922 |
| USS Adder / A-2          |            | Crescent Shipyard в Elizabethport, Нью-Джерсі | 03.10.1900 | 22.07.1901       | 12.01.1903      | 12.12.1919        | використаний як мішень            |
| USS Grampus / A-3        |            | Union Iron Works в Сан-Франциско, Каліфорнія  | 10.12.1900 | 31.07.1902       | 28.05.1903      | 25.07.1921        | утилізований                      |
| USS Moccasin / A-4       |            | Crescent Shipyard в Elizabethport, Нью-Джерсі | 08.11.1900 | 20.08.1901       | 17.01.1903      | 12.12.1919        | утилізований                      |
| USS Pike / A-5           |            | Union Iron Works в Сан-Франциско, Каліфорнія  | 10.12.1900 | 14.01.1903       | 28.05.1903      | 25.06.1921        | використаний як мішень 26.01.1922 |
| USS Porpoise, A-6        |            | Crescent Shipyard в Elizabethport, Нью-Джерсі | 13.12.1900 | 23.09.1901       | 19.09.1903      | 12.12.1919        | утилізований                      |
| USS Shark, A-7           |            | Crescent Shipyard в Elizabethport, Нью-Джерсі | 11.01.1901 | 19.10.1901       | 19.09.1903      | 12.12.1919        | утилізований                      |